# Deweyville (Utah)
Deweyville é uma cidade  localizada no estado norte-americano de Utah, no Condado de Box Elder.

## Demografia
Segundo o censo norte-americano de 2000, a sua população era de 278 habitantes.
Em 2006, foi estimada uma população de 332, um aumento de 54 (19.4%).

## Geografia
De acordo com o United States Census Bureau tem uma área de
16,7 km², dos quais 16,7 km² cobertos por terra e 0,0 km² cobertos por água.

## Localidades na vizinhança
O diagrama seguinte representa as localidades num raio de 12 km ao redor de Deweyville.